# Vivaldo Martini
Vivaldo Martini, nascido em 1908 em Bellinzona, no cantão de Ticino e morreu em 1990, em Genebra, é um pintor e professor de pintura artista suíço.

## Biografia
Vivaldo Martini frequentou a Academia de Belas Artes de Bolonha e da Escola Superior de Arte e Design de Genebra.
Expôs, principalmente na Itália, Suíça, Alemanha e Israel.
Vivaldo Martini criou uma oficina que treina artistas como Jean-Pierre Colinge, incluindo Geneviève Paris.

## Trabalhos notáveis
- Série 4 oval retratos pinturas de Anna Eynard-Lullin, Jean-Gabriel Eynard, Adelaide Sara Pictet Rochemont e Charles Pictet de Rochemont retratos do século 19 e 18.
- Retrato de Vosges luthier Jean-Baptiste Vuillaume em exposição no Museu de violino e arco fazendo Mirecourt francês.
- A tabela "Phaedra e Ariadne grifo no Palácio de Knossos", datada de 1981.